# You're a Sap, Mr. Jap
You're a Sap, Mr. Jap est un dessin animé de court métrage américain d'une bobine réalisé par Dan Gordon, sorti en 1942 et distribué par Paramount Pictures.
C'est le premier dessin animé mettant en vedette Popeye le marin dans une série produite par Famous Studios qui a repris la franchise théâtrale Popeye des Fleischer Studios. C'est un des dessins animés de propagande de la Seconde Guerre mondiale les plus connus. C'est également l'un des rares dessins animés de Popeye dans lequel ne figurent pas Brutus, Olive Oyl ou Gontran.

## Synopsis
Le dessin animé, qui tire son titre d'une chanson originale écrite par James Cavanaugh, John Redmond et Nat Simon, représente Popeye qui vainc seul l'équipage d'un navire de guerre japonais dans l'océan Pacifique. Le film n'a pas été commercialisé pendant des années en raison du caractère raciste de la caricature (même si historiquement importante) des Japonais et de la séquence paroxystique où le commandant de la marine japonaise se suicide en buvant de l'essence et en avalant des pétards allumés. Cependant, il est réapparu en novembre 2008 sur un DVD de dessins animés de Popeye produits de 1941 à 1943,,.